# Złoty Trójkąt

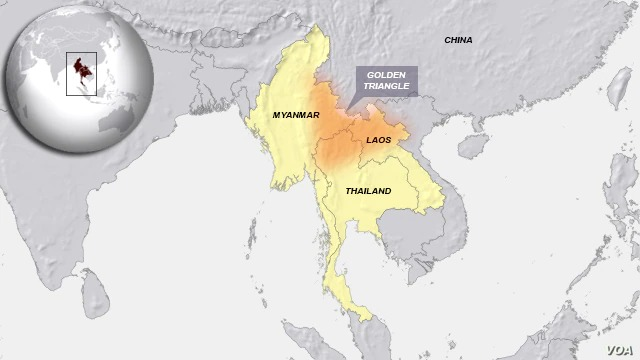
Złoty Trójkąt

Złoty Trójkąt − określenie obszaru uprawy maku oraz produkcji i sprzedaży opium w Azji, obejmującego tereny Mjanmy, Tajlandii i Laosu. Wraz z tzw. Złotym Półksiężycem (obejmującym obszar Afganistanu, Pakistanu i Iranu) stanowi główne skupisko produkcji narkotyków na świecie.

## Historia
W północnej Tajlandii uprawa maku i produkcja opium rozpoczęła się w XIX wieku, za sprawą plemion górskich z prowincji Junnan w Chinach. W Mjanmie produkcja opium rozpoczęła się tuż po przyznaniu temu państwu niepodległości w 1948 roku. Produkcji w Mjanmnie sprzyjało niszczenie makówek maku lekarskiego w sąsiednich Chinach. W 1959 roku władze Tajlandii zakazały produkcji opium, jednak nie były w stanie kontrolować północnych regionów kraju, gdzie faktyczną władzę na tym obszarze sprawowały oddziały Kuomintangu, osiadłe w północnej Tajlandii i Mjamnie po przegranej chińskiej wojnie domowej w 1949 roku i toczące wojnę z lewicową organizacją Zjednoczona Armia Szanów, usiłującą stworzyć samodzielne państwo komunistyczne i dążącej do uzyskania kontroli nad uprawami maku w Tajlandii. Rząd Tajlandii sprzyjał działaniom armii Kuomintangu i tolerował sprzedaż przez nią narkotyków.
Znaczny wzrost produkcji opium w Azji Południowo-Wschodniej nastąpił w latach 60. i 70. XX wieku. W latach 80. w Tajlandii rozpoczęto niszczenie upraw maku. Rząd Tajlandii zachęcał rolników do uprawy herbaty, truskawek, kukurydzy i innych roślin. Pomimo starań w trudno dostępnych regionach zachowały się plantacje maku. W połowie lat 90. region Złotego Trójkąta był światowym liderem produkcji opium. Obszar ten ponownie stał się liderem produkcji opium w 2023 roku, po wprowadzeniu przez rząd talibów w Afganistanie zakazu uprawy maku i produkcji opium w tym kraju.